# Herbert Copeland
Herbert Faulkner Copeland (1902-1968) was een Amerikaans bioloog die bekendheid kreeg door zijn werk op het gebied van de taxonomie, in het bijzonder de indeling van het leven in vier rijken.
| Linnaeus 1735    | Haeckel 1866 | Chatton 1925 | Copeland 1938 | Whittaker 1969 | Woese e.a. 1990 | Cavalier-Smith 1998 |
| ---------------- | ------------ | ------------ | ------------- | -------------- | --------------- | ------------------- |
| 2 rijken         | 3 rijken     | 2 rijken     | 4 rijken      | 5 rijken       | 3 domeinen      | 6/7 rijken          |
| (niet behandeld) | Protista     | Prokaryota   | Monera        | Monera         | Bacteria        | Bacteria            |
| (niet behandeld) | Protista     | Prokaryota   | Monera        | Monera         | Archaea         | Archaea             |
| (niet behandeld) | Protista     | Eukaryota    | Protoctista   | Protista       | Eucarya         | "Protozoa"          |
| (niet behandeld) | Protista     | Eukaryota    | Protoctista   | Protista       | Eucarya         | "Chromista"         |
| Vegetabilia      | Plantae      | Eukaryota    | Plantae       | Plantae        | Eucarya         | Plantae             |
| Vegetabilia      | Plantae      | Eukaryota    | Plantae       | Fungi          | Eucarya         | Fungi               |
| Animalia         | Animalia     | Eukaryota    | Animalia      | Animalia       | Eucarya         | Animalia            |